# Käxlan, Södermanland
Käxlan är en sjö i Nyköpings kommun i Södermanland och ingår i Trosaån-Svärtaåns kustområde. Sjön har en area på 0,345 kvadratkilometer och ligger 30 meter över havet.

## Delavrinningsområde
Käxlan ingår i det delavrinningsområde (652174-158355) som SMHI kallar för Inloppet i Sibbofjärden. Medelhöjden är 35 meter över havet och ytan är 41,88 kvadratkilometer. Det finns inga avrinningsområden uppströms utan avrinningsområdet är högsta punkten. Avrinningsområdets utflöde Sibbostäk mynnar i havet. Avrinningsområdet består mestadels av skog (61 procent) och jordbruk (25 procent). Avrinningsområdet har 0,51 kvadratkilometer vattenytor vilket ger det en sjöprocent på 1,2 procent. Bebyggelsen i området täcker en yta av 0,63 kvadratkilometer eller 1 procent av avrinningsområdet.